# Альяса
Альяса (араб. اليَسَع), (біблійний Єлисей) — один із пророків (набі) надісланий до народу Їзраїлю після пророка Ільяса

## Історія Альяса в мусульманській традиції
Одного разу пророк Ільяс (Ілля) зупинився у будинку жінки, сином якої був Альяса. Він був тяжко хворим юнаком. Його мати попросила Ільяса помолитися Аллахові за його одужання. Аллах зцілив її сина. Після цього чудесного зцілення Альяса не полишав Ільяса до кінця його життя. Під його керівництвом він вивчив Тауру (Тору).
Після смерті Ільяса Аллах зробив Альяса пророком. Він закликав свій народ до віри в Аллаха, та вони не слухали його. Саме у цей час між різними ізраїльськими племенами розгорілася боротьба за владу. Розпочалися міжусобиці, які ослабили ізраїльтян. Аллах послав на них покарання — ассирійців, які завоювали ізраїльські землі і вивезли у рабство значну частину ізраїльтян. Пророк Юнус народився в одній із таких вивезених сімей у Ніневії.
У майбутньому ізраїльтяни деколи корились Альяса, деколи повставали проти нього. Аллах дарував йому здібності творити чудеса. Незадовго до своєї смерті Альяса покликав до себе Зулькіфла і, згідно з волею Аллаха, призначив його своїм наступником.   